# Vîsokofedorivka, Kameanka-Buzka
Vîsokofedorivka (în ucraineană Високофедорівка, în germană Theodorshof) este un sat în comuna Jeldeț din raionul Kameanka-Buzka, regiunea Liov, Ucraina. Satul a fost locuit de germanii galițieni.

## Demografie
Componența lingvistică a localității Vîsokofedorivka
     Ucraineană (100%)
Conform recensământului din 2001, toată populația localității Vîsokofedorivka era vorbitoare de ucraineană (100%).